# Francis Cabot Lowell (allergologue)
Pour les articles homonymes, voir Francis Cabot Lowell, Cabot et Lowell.
Francis Cabot Lowell est un allergologue américain (6 août 1909 - 30 décembre 1979) qui développa le traitement d'immunothérapie utilisé couramment désormais contre l'asthme et la fièvre des foins.